# Otto Thiem
Otto Ernst Adalbert Thiem  (* 20. November 1876 in Ilmenau; † 14. Februar 1956 in Bautzen) war ein deutscher Bildhauer, Modelleur und Fachlehrer.

## Leben
Er war der älteste Sohn des Schuhmachermeisters Carl Thiem und dessen Ehefrau Hermine geb. Tröße. Er wuchs in Ilmenau auf und besuchte dort die Schule. 1895 begann er an der Königlich Sächsischen Kunstgewerbeschule in Dresden eine vierjährige Bildhauerausbildung in der Abteilung figürliches und kunstgewerbliches Modelliren unter Hugo Spieler, Alfred Diethe und Paul Hermann Naumann. Danach arbeitete er einige Jahre in Dresden als Modelleur. Nach seiner Rückkehr nach Ilmenau war er als Bildhauer aktiv. 1905 findet sich eine Annonce für eine Werkstätte für künstlerische Grabsteine in der Marienstraße 12. Im Jahr 1907 unterrichtete er hier auch kurzzeitig Max Ackermann in Steinbildhauerei in dessen Freilichtatelier, eingerichtet im Schuppen der ehemaligen Werkstatt seines verstorbenen Vaters.
1908 zog er nach Unterweißbach und wurde künstlerischer Mitarbeiter bei der Unterweißbacher Porzellanfabrik, vormals Mann & Porzelius AG und ab 1909 in der zuerst selbständigen Ausgründung der Schwarzburger Werkstätten für Porzellankunst unter Leitung von Max Adolf Pfeiffer. Zwischen 1910 und 1912 übernahm er für die Werkstätten den Auftrag von Anna Luise von Schwarzburg für einen 18-teiligen Jagdtafelschmuck als Geschenk zum 60. Geburtstag ihres Ehemanns Günther Victor von Schwarzburg-Rudolstadt. Die einzelnen Porzellanfiguren des Ensembles stellen unterschiedliche Jagdszenen dar, die neben Fürst Günther auch verschiedene Personen aus dessen Umfeld lebensecht abbilden. Beim Mittagsmahl an Günthers Geburtstag wurde der Jagdtafelschmuck erstmalig auf dem Esstisch aufgestellt. Otto Thiem war dabei als geladener Gast zugegen.
Ab 1918 nahm er eine Lehrtätigkeit an der 1862 gegründeten Zeichen-, Mal- und Modellierschule in Lichte auf, die im Oktober 1923 neu organisiert und unter dem Namen Thüringer Staatliche Fachschule für die Porzellanindustrie fortgeführt wurde. Neben seiner Lehrertätigkeit wurde er hier später auch Leiter der Plastik. 1931 gab er seine Tätigkeit in Lichte auf und zog nach Gotha. Hier meldete er im Mai 1932 ein Gewerbe Bildhauerei und Architekturbüro in der Langensalzaer Straße 84 an und warb dafür in den damaligen Adressbüchern von Gotha als Werkstätte für das moderne Grabmal. In der Zeit bis zu seinem Weggang 1939 war er hier als Bildhauer aktiv. Dieser Tätigkeit ging er später auch an seinem letzten Wohnort Bautzen weiter nach.
Heutzutage ist er vor allem bekannt für seine Modelle für die Schwarzburger Werkstätten und die Kunstabteilung der Porzellanfabrik Fraureuth in Wallendorf. Zudem lieferte er Entwürfe für das Unternehmen Max Roesler in Bad Rodach und die Glasbläserei Edmund Müller in Igelshieb am Rennsteig. Mit dem von ihm im Zeitraum von 2½ Jahren geschaffenen Jagdtafelschmuck ging er in die Porzellangeschichte ein.
Sein Grab befindet sich auf dem Taucherfriedhof in Bautzen.

## Ausstellungsbeteiligungen
- 1911 Große Berliner Kunstausstellung
- 1912 Große Kunstausstellung in Dresden
- 1913 Großherzogliches Museum für Kunst und Kunstgewerbe am Karlsplatz in Weimar[7]

## Ehrungen
- 1913 Schwarzburgische Verdienstmedaille in Gold